# إبراهيم يوسف العبد الله
إبراهيم يوسف العبدالله (ولد في 10 أكتوبر 1953 في البحرين) دبلوماسي وتربوي وسياسي بحريني. يشغل حاليا منصب رئيس بعثة البحرين الدبلوماسية لدى تركيا بلقب سفير فوق العادة مفوض. يعتبر أول سفير للبحرين لدى تركيا منذ افتتاح السفارة في 2008.

## النشأة والتعليم
إبراهيم من مواليد 10 أكتوبر 1953 في البحرين.
حاصل على دكتوراه في الرياضيات والتربية من جامعة باريس بفرنسا بتقدير امتياز مع مرتبة الشرف في عام 1979. ثم حصل على دبلوم الإدارة التنفيذية في عام 1989.

## المسيرة التربوية والدبلوماسية
في عام 1969 عين معلم للرياضيات بالمدارس الإعدادية والثانوية. في عام 1974 ترقى إلى وظيفة اختصاصي مناهج الرياضيات. في عام 1979 ترقى إلى وظيفة اختصاصي أول لمناهج الرياضيات. في عام 1981 ترقى إلى وظيفة رئيس اختصاصيي مناهج الرياضيات والعلوم.
في عام 1983 عين في منصب مدير إدارة المناهج. في عام 1997 عين وكيل وزارة التربية والتعليم المساعد للتعليم العام والفني. ظل في منصبه حتى 2002 عندما قدم استقالته.
قرر الولوج إلى الانتخابات النيابية في عام 2002 في الدائرة الثالثة بمحافظة العاصمة واستطاع أن يفوز بها بالتزكية بعد انسحاب المرشحين الآخرين. وفي نهاية الدور التشريعي الأول قرر عدم تجديد تجربة الانتخابات مجددا.
في 31 أغسطس 2008 أصدر ملك البحرين حمد بن عيسى بن سلمان آل خليفة مرسوم ملكي بتعيينه رئيسا للبعثة الدبلوماسية البحرينية لدى تركيا بلقب سفير فوق العادة مفوض.
في عام 2015 صدر مرسوم ملكي بتسميته سفير مفوض فوق العادة (غير مقيم) في مجموعة من الدول في آسيا الوسطى والقوقاز وهي: كازاخستان وأوزبكستان وتركمنستان وآذربيجان وجورجيا وألبانيا.
في 20 يوليو 2020 صدر عن ملك البحرين مرسوم رقم (45) لسنة 2020 بتشكيل مجلس أمناء أكاديمية محمد بن مبارك آل خليفة للدراسات الدبلوماسية حيث  عُيَّن عضوا فيها.
في 5 نوفمبر 2020 على إثر قيام البحرين وإسرائيل بتطبيع العلاقات بينهما قام إبراهيم بالاجتماع مع القائم بأعمال سفارة إسرائيل في أنقرة روعي جلعاد.
يعتبر إبراهيم خبير تربوي غير مقيم واستشاري لبعض المنظمات الإقليمية و الدولية والمؤسسات التربوية وهو عضو في مجموعة من المجالس والشبكات والمنتديات في مجالات التعليم والتدريب والتنمية البشرية. كما قاد عدة حلقات دراسية في مجالات التربية. وكان منسق مملكة البحرين في عدة منتديات دولية وعضو لجنة جائزة مكتب التربية العربي لدول الخليج في مجال البحث العلمي والتأليف (1985 - 1990).

## الحياة الشخصية
شقيقه هو أنور يوسف العبدالله سفير مملكة البحرين السابق لدى الصين وقيرغيزستان.

## المؤلفات
له مؤلفات في مجال التنمية والإصلاح الشامل وتنمية الموارد البشرية والتطوير التربوي والإداري ومستقبليات التعليم والتقويم المؤسسي والمناهج والتي من أهمها: قضايا في التنمية المستدامة وأزمة التربية والإصلاح والتطوير التربوي المستدام والإصلاحات التربوية لمواجهة متطلبات العصر وتحديات المستقبل وتحسين مخرجات التعليم.
كما شارك في تأليف 31 كتابا مدرسيا في الرياضيات المعاصرة والعلوم للمراحل التعليمية الثلاث على مستوى البحرين ودول مجلس التعاون والمنظمات العربية والدولية.
أيضا أشرف على عدة مشروعات تطويرية تربوية. وبعض المشروعات الريادية في مجموعة من المدارس وخصوصا المتعلق منها بتوظيف تقنية المعلومات والاتصالات في عملية التعلم والتعليم والصفوف الافتراضية ومشروعات التحول نحو المدرسة الإلكترونية.

## الإنجازات والتكريمات
- وسام الشيخ عيسى بن سلمان آل خليفة من الدرجة الثالثة.